# Gransee
Gransee é um município da Alemanha, situado no distrito de Oberhavel, no estado de Brandemburgo. Tem 121,15 km² de área, e sua população em 2019 foi estimada em 5.895 habitantes.